# Rachael Watson
Pour les articles homonymes, voir Watson.
Rachael Elizabeth Watson, née le 30 janvier 1992, est une nageuse handisport australienne concourant en S4 pour les athlètes ayant une infirmité motrice cérébrale.

## Biographie
Membre d'une fratrie de triplés, sa naissance prématurée — quatre mois d'avance — lui entraîne une paralysie cérébrale. À l'âge de 21 ans, elle développe un syndrome de Guillain-Barré, une maladie poussant son système immunitaire à attaquer son système nerveux périphérique.

### Distinctions
- 2017 ordre d'Australie[2]

## Palmarès

### Jeux paralympiques
| Discipline / Année | Rio 2016 | Tokyo 2020 |
| 50 m nage libre    | Or       | Or         |

### Championnats du monde
| Discipline / Année | Londres 2019 |
| 50 m nage libre    | Argent       |
| 100 m nage libre   | Bronze       |